# 록브리지군

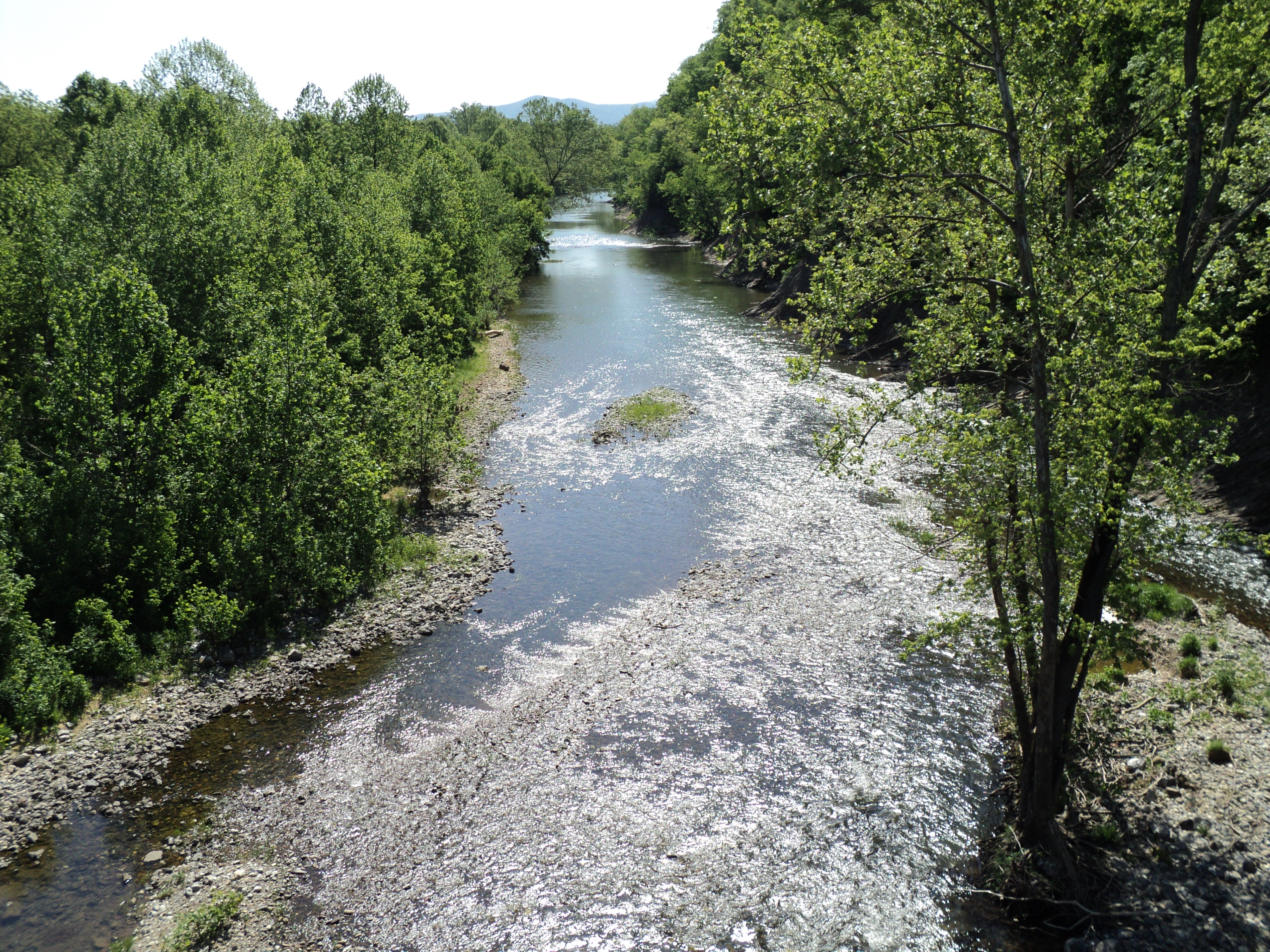

록브리지군(Rockbridge County)은 미국 버지니아 주의 자치령에 위치한 군이다. 2010년 인구 조사에 의하면 22,307명의 인구를 가지고 있다. 또한 렉싱턴에 군청소재지가 위치해 있지만, 또 다른 독립시인 부에나 비스타(인구 6,650명)와 함께 이 군의 인구에 포함되지 않는다. 그러나 군 지역은 두 시를 내부에 포함하고 있다.

## 역사
록브리지 카운티는 1777년 10월에 인접한 오거스타 카운티와 보테토트 카운티의 일부를 맞추어 설립되었다. 첫 선거는 1778년 5월에 이루어졌다. 카운티 이름은 카운티 남부의 유명한 랜드 마크가 되고 있는 천연 다리에서 채택되었다. 군이 설립된 것은 주 의회에서 가장 가까운 군 청사까지 이동하는 거리를 줄이고, 재판이 공정하게 이루어지도록 보장하고, 이방인보다 친구 사이에서 구성하는 것이 좋을 것이라고 의도한 것이었다. 군 첫 행정위원회는 1778년 4월 7일에, 사무엘 월리스의 집에서 개최되었다.
사이러스 맥코믹이 카운티의 북쪽, 스틸의 술집 근처에서 곡물 수확기를 발명했다.

## 인구
| 인구조사                                                      | 인구   | Note  | %±     |
| ------------------------------------------------------------- | ------ | ----- | ------ |
| 1790년                                                        | 6,548  |       | —      |
| 1800년                                                        | 8,945  |       | 36.6%  |
| 1810년                                                        | 10,318 |       | 15.3%  |
| 1820년                                                        | 11,945 |       | 15.8%  |
| 1830년                                                        | 14,244 |       | 19.2%  |
| 1840년                                                        | 14,284 |       | 0.3%   |
| 1850년                                                        | 16,045 |       | 12.3%  |
| 1860년                                                        | 17,248 |       | 7.5%   |
| 1870년                                                        | 16,058 |       | −6.9%  |
| 1880년                                                        | 20,003 |       | 24.6%  |
| 1890년                                                        | 23,062 |       | 15.3%  |
| 1900년                                                        | 21,799 |       | −5.5%  |
| 1910년                                                        | 21,171 |       | −2.9%  |
| 1920년                                                        | 20,626 |       | −2.6%  |
| 1930년                                                        | 20,902 |       | 1.3%   |
| 1940년                                                        | 22,384 |       | 7.1%   |
| 1950년                                                        | 23,359 |       | 4.4%   |
| 1960년                                                        | 24,039 |       | 2.9%   |
| 1970년                                                        | 16,637 |       | −30.8% |
| 1980년                                                        | 17,911 |       | 7.7%   |
| 1990년                                                        | 18,350 |       | 2.5%   |
| 2000년                                                        | 20,808 |       | 13.4%  |
| 2010년                                                        | 22,307 |       | 7.2%   |
| 2018 (추산)                                                   | 22,752 | [ 4 ] | 2.0%   |
| U.S. Decennial Census 1790–1960 1900–1990 1990–2000 2010–2013 |        |       |        |